# 都北学院高等学校
都北学院高等学校（とほくがくいんこうとうがっこう）とは、かつて埼玉県浦和市にあった日本の私立高等学校。設置者は学校法人都北学院。

## 概要
東京帝国大学医学部教授だった中野等（1879年 - 1955年）によって、浦和市領家1,500に埼玉県では最初の私立旧制中学校として開校。1935年には浦和高等工科学校を併設し、学制改革を迎えた。
戦後は浦和商業短期大学を併設するなどしたものの、校長・学長を兼任していた中野が死去したことから浦和市に移管。だがほとんど唐突な中での公立移管だったことから学生を中心に浦和市立高への統合要求が噴出し、1957年に市立高に統合された。公立移管時点の設置学科は、普通科と商業科・生徒数は男子のみ184人。

## 沿革
- 1931年
  - 中野等による私立恵仁中学校が設立される[4]。
  - 7月 - 私立埼玉中学校と改称される[4]。
- 1948年4月 - 学制改革により埼玉高等学校[5]・埼玉高等学校附属中学校となる。
- 1951年頃 - 学校法人埼玉高等学校が成立する。
- 1954年2月 - 学校法人埼玉高等学校が学校法人都北学院に改称される[6]。後に浦和第一高等学校と改称される[いつ?][7]
- 1955年4月 - 都北学院高等学校が浦和市に移管され浦和市立都北高等学校となる[8]。
- 1957年4月 - 浦和市立高等学校に統合される。

## 関連サイト
- 旧浦和市にあった都北高等学校について[9]